# Petrus Theodorus Verhaegen
Petrus Theodorus (Pierre-Théodore) Verhaegen (Haacht, 5 april 1762 - Gent, 20 december 1822) was een rooms-katholiek priester, hoogleraar en de voorlaatste rector magnificus aan de voormalige Universiteit Leuven.

## Biografie
Petrus Theodorus Verhaegen werd geboren in Haacht en trok naar Leuven, waar hij, als negentienjarige, in 1781 als primus promoveerde tot licentiaat in de wijsbegeerte. Hij schreef zich vervolgens in het seminarie van het bisdom Gent in en werd in 1786 tot priester gewijd. In 1790 (of in 1795) werd hij licentiaat in de godgeleerdheid en het kerkelijk recht. In 1791 werd hij boekencensor voor het aartsbisdom Mechelen en in 1797 kanunnik van de Sint-Hermeskerk in Ronse. 
Hij was ondertussen hoogleraar geworden aan de Leuvense universiteit en regent van de pedagogie De Burcht. In 1790 werd hij decaan van de faculteit Wijsbegeerte en in 1797 was hij gedurende enkele maanden de voorlaatste rector magnificus van de universiteit, die datzelfde jaar door de Franse overheid afgeschaft werd.
Verhaegen bleef trouw aan de Kerk tijdens de revolutiejaren en dook onder. In 1802 hernam hij dienst als pastoor in Munte (Merelbeke) en in 1805 in het Klein Begijnhof in Gent. In 1807 werd hij lid van de Bisschoppelijke Raad en officiaal van het bisdom Gent en in 1814 erekanunnik van Sint-Baafs.  
Hij was de dooppeter van zijn neef Pierre-Théodore Verhaegen (1796-1862), politicus, stichter van de Université libre de Bruxelles en grootmeester van het Belgisch Grootoosten.